# Alina Stancu
 (août 2022).
Pour les articles homonymes, voir Stancu.
Alina Stancu (née le 22 novembre 1977) est une journaliste et présentatrice de télévision roumaine. Elle travaille à la Société roumaine de télévision, le réseau de diffusion de la télévision nationale roumaine.
Alina Stancu a commencé sa carrière en 1995 à la chaîne de télévision Tele 7 ABC, travaillant comme journaliste et rédactrice pour le programme d'information Telejurnal. Entre 1998 et 2003, elle a travaillé à Pro TV et Pro 2, puis, en 2003, elle a produit et présenté des programmes sur des questions sociales et politiques à B1 TV, une autre chaîne de télévision roumaine bien connue. Elle a rejoint l'équipe des informations de la Société roumaine de télévision en août 2011, devenant l'une des animatrices des débats en direct d'Info+.